# فینال جام باشگاه‌های جهان ۲۰۲۱
فینال جام باشگاه‌های جهان ۲۰۲۱ بازی نهایی جام باشگاه‌های جهان ۲۰۲۱، یک تورنمنت بین‌المللی فوتبال باشگاهی به میزبانی امارات متحده عربی بود. این هجدهمین فینال جام باشگاه‌های جهان بود، مسابقاتی که فیفا بین برندگان شش کنفدراسیون قاره‌ای و همچنین قهرمان لیگ کشور میزبان برگزار می‌کرد.
فینال بین باشگاه انگلیسی چلسی، نماینده یوفا به عنوان قهرمان لیگ قهرمانان اروپا، و باشگاه برزیلی پالمیراس، نماینده کونمبول به عنوان قهرمان جام لیبرتادورس برگزار شد.
مسابقه در ۱۲ فوریه ۲۰۲۲ در ورزشگاه محمد بن زاید، ابوظبی برگزار شد. این مسابقه در ابتدا قرار بود در اواخر سال ۲۰۲۱ در ژاپن برگزار شود، اما به دلیل تأثیرات ناشی از دنیاگیری کووید-۱۹، مسابقات به امارات متحده عربی و فوریه ۲۰۲۲ منتقل شد.
چلسی پس از وقت‌های اضافه بازی را ۲–۱ برد تا اولین قهرمانی خود در جام باشگاه‌های جهان را به دست آورد.

## تیم‌ها
| تیم      | کنفدراسیون | نحوه صلاحیت                       | حضور قبلی     |
| -------- | ---------- | --------------------------------- | ------------- |
| چلسی     | یوفا       | قهرمان لیگ قهرمانان اروپا ۲۱–۲۰۲۰ | ج‌ب‌ج: ۱ (۲۰۱۲) |
| پالمیراس | کونمبول    | قهرمان جام لیبرتادورس ۲۰۲۱        | ج‌ب‌ق: ۱ (۱۹۹۹) |

نکته: در ۲۷ اکتبر ۲۰۱۷، فیفا به طور رسمی همه قهرمانان جام بین قاره‌ای را به عنوان قهرمانان باشگاهی جهان، در وضعیتی برابر با جام باشگاه‌های جهان، به رسمیت شناخت.
- ج‌ب‌ق: جام بین قاره‌ای (۱۹۶۰–۲۰۰۴)
- ج‌ب‌ج: جام باشگاه‌های جهان (۲۰۰۰، ۲۰۰۵–تاکنون)

## پیش زمینه
چلسی در دومین حضور خود در مسابقات به دومین فینال خود نیز رسید که فینال قبلی آنها در سال ۲۰۱۲ بود که به کورینتیانس باختند. چلسی همچنین به دنبال کسب دومین عنوان فصل خود پس از سوپرجام اروپا ۲۰۲۱ بود.
پالمیراس پس از کسب رتبه چهارم در نسخه ۲۰۲۰، برای دومین بار متوالی در جام باشگاه‌های جهان شرکت کرد. آنها پس از شکست دادن الاهلی که قبلاً آنها را در مسابقه مقام سوم در سال ۲۰۲۰ شکست داده بود، برای اولین بار به فینال رسیدند.
این چهارمین فینال جام باشگاه‌های جهان بود که بین باشگاه‌های انگلیسی و برزیلی پس از سال‌های ۲۰۰۵، ۲۰۱۲ و ۲۰۱۹ برگزار شد که تنها دومین فینالی بود که توسط یک باشگاه انگلیسی برنده شد.

## مسیر تا فینال
| چلسی   | چلسی  | تیم                     | پالمیراس | پالمیراس |
| ------ | ----- | ----------------------- | -------- | -------- |
| حریف   | نتیجه | جام باشگاه‌های جهان ۲۰۲۱ | حریف     | نتیجه    |
| الهلال | ۱–۰   | نیمه نهایی              | الاهلی   | ۲–۰      |

### چلسی
چلسی با غلبه بر منچستر سیتی در فینال، به عنوان قهرمان لیگ قهرمانان اروپا به این مسابقات راه یافت. با توجه به حضور آنها در جام باشگاه‌های جهان، زمان دو بازی آنها در لیگ برتر تغییر کرد.
به عنوان قهرمان اروپا، چلسی از نیمه نهایی به رقابت پرداخت، جایی که آنها با الهلال، قهرمان آسیا از عربستان سعودی روبرو شدند. آبی‌ها بازی را ۱–۰ بردند. تک گل بازی را روملو لوکاکو در دقیقه ۳۲ به ثمر رساند.

### پالمیراس
پالمیراس به عنوان قهرمان جام لیبرتادورس وارد مسابقات شد و پس از وقت اضافه در فینال که چند روز قبل از قرعه‌کشی جام باشگاه‌های جهان برگزار شد، دیگر باشگاه برزیلی، فلامینگو را شکست داد.
پالمیراس نیز در مرحله نیمه نهایی وارد جام باشگاه‌های جهان شد، جایی که آنها با الاهلی مصر، قهرمان آفریقا بازی کردند. پالمیراس با گل‌های رافائل ویگا و دودو بازی را ۲–۰ برد که اولین گل آنها در جام باشگاه‌های جهان بود.

## بازی

### جزئیات
| چلسی                         | ۲–۱ (و.ا.) | پالمیراس     |
| ---------------------------- | ---------- | ------------ |
| لوکاکو ۵۵' · هاورتز ۱۱۷' (پ) | گزارش      | ویگا ۶۴' (پ) |

| چلسی | پالمیراس |

| GK            | ۱۶ | ادوارد مندی          |      |     |
| CB            | ۴  | آندریاس کریستنسن     |      | '۹۱ |
| CB            | ۶  | تیاگو سیلوا          |      |     |
| CB            | ۲  | آنتونیو رودیگر       |      |     |
| RM            | ۲۸ | سزار آزپیلیکوئتا (ک) |      |     |
| CM            | ۷  | انگولو کانته         |      |     |
| CM            | ۸  | ماتئو کواچیچ         |      | '۹۱ |
| LM            | ۲۰ | کالوم هادسون-اودوی   |      | '۷۶ |
| RW            | ۱۹ | میسون ماونت          |      | '۳۱ |
| CF            | ۹  | روملو لوکاکو         |      | '۷۶ |
| LW            | ۲۹ | کای هاورتز           | '۱۱۸ |     |
| نیمکت نشینان: |    |                      |      |     |
| GK            | ۱  | کپا آریزابالاگا      |      |     |
| GK            | ۱۳ | مارکوس بتینلی        |      |     |
| DF            | ۳  | مارکوس آلونسو        |      |     |
| DF            | ۱۴ | تروه چالوبا          |      |     |
| DF            | ۳۱ | ملنگ سر              |      | '۹۱ |
| MF            | ۵  | جورجینیو             |      |     |
| MF            | ۱۷ | سائول                |      | '۷۶ |
| MF            | ۱۸ | راس بارکلی           |      |     |
| MF            | ۲۲ | حکیم زیاش            |      | '۹۱ |
| MF            | ۲۳ | کندی                 |      |     |
| FW            | ۱۰ | کریستین پولیسیک      |      | '۳۱ |
| FW            | ۱۱ | تیمو ورنر            |      | '۷۶ |
| سرمربی:       |    |                      |      |     |
| توماس توخل    |    |                      |      |     |

| GK            | ۲۱        | وورتون           |             |      |
| RB            | ۲         | مارکوس روچا      |             | '۱۱۸ |
| CB            | ۱۵        | گوستاوو گومز (ک) |             |      |
| CB            | ۱۳        | لوان             | '۱۱۵ '۱۲۰+۶ |      |
| LB            | ۲۲        | خواکین پیکیریز   |             |      |
| CM            | ۲۸        | دانیلو           |             |      |
| CM            | ۸         | زی رافائل        |             | '۶۰  |
| RW            | ۷         | دودو             |             | '۱۰۳ |
| AM            | ۲۳        | رافائل ویگا      |             | '۷۸  |
| LW            | ۱۴        | گوستاوو اسکارپا  |             |      |
| CF            | ۱۰        | رونی             |             | '۷۷  |
| نیمکت نشینان: |           |                  |             |      |
| GK            | ۳۱        | متئوس            |             |      |
| GK            | ۴۲        | مارسلو لومبا     |             |      |
| DF            | ۴         | بنجامین کوسکیویچ |             |      |
| DF            | ۶         | ژورژه            |             |      |
| DF            | ۱۲        | مایکی            |             |      |
| DF            | ۲۶        | موریلو           |             |      |
| MF            | ۲۰        | ادوارد آتوئستا   | '۱۱۶        | '۷۸  |
| MF            | ۳۰        | جیلسون           |             | '۶۰  |
| FW            | ۱۱        | وسلی             | '۱۰۵        | '۷۷  |
| FW            | ۱۶        | دیورسون          |             | '۱۱۸ |
| FW            | ۱۹        | برنو لوپز        |             |      |
| FW            | ۲۹        | رافائل ناوارو    |             | '۱۰۳ |
| سرمربی:       |           |                  |             |      |
| آبل فریرا     | آبل فریرا | آبل فریرا        | '۱۲۰+۱      |      |

| بهترین بازیکن بازی: آنتونیو رودیگر (چلسی) کمک داوران: آنتون شچتینین (استرالیا) اشلی بیکهام (استرالیا) داور چهارم: مصطفی غربال (الجزایر) کمک‌داور ذخیره: عبدالحق التشیانی (الجزایر) کمک داور ویدئویی: ماسیمیلیانو ایراتی (ایتالیا) کمک داوران کمک‌داور ویدئویی: نیکولاس گایو (کلمبیا) مقران غوراری (الجزایر) عمار الجنیبی (امارات متحده عربی) | قوانین مسابقه - ۹۰ دقیقه وقت قانونی. - ۳۰ دقیقه وقت اضافه در صورت لزوم - ضربات پنالتی اگر نتیجه همچنان مساوی است - ۱۲ نیمکت‌نشین - ۵ تعویض در وقت قانونی، به همراه ۱ تعویض در وقت اضافه |